# 鈴木覚 (実業家)
鈴木 覚（すずき さとる、1975年8月4日 - ）は、日本の実業家。株式会社IKSの創業者で代表取締役社長 を務める。

## 人物
プロフィール
愛知県豊橋市出身。1993年愛知県立豊橋南高等学校を卒業、1999年名古屋工業大学工学部機械工学を中退。
ブログ
「RJC社長日記」にてlivedoor Blogカテゴリー別ランキング社長部門で2位となる（当時の1位は堀江貴文）。
「人気ブログランキング」社長部門、マーケティング・経営部門で1位となる（いずれもRJC在籍時）。
その他
人事com2007（現就職活動.com）「学生が選んだ素敵な社長 第六回」に選ばれる。
TOKYO★1週間「20代プチ富豪への道」に掲載される。
雑誌『財界』2010年2月9号に掲載される。

## 略歴
- 1975年 8月4日 - 愛知県豊橋市に生まれる[2]
- 2003年10月 - 株式会社EE総合研究所を設立。取締役営業部長に就任
- 2004年 5月 - 株式会社EE総合研究所 代表取締役社長に就任
- 2004年 7月 - 株式会社RJCを設立。代表取締役社長に就任
- 2011年 2月 - 株式会社RJC 代表取締役を辞任
- 2012年 2月 - 株式会社IKSを設立。代表取締役社長に就任[1]